# Crassula ankaratrensis
Crassula ankaratrensis är en fetbladsväxtart som beskrevs av Desc.. Crassula ankaratrensis ingår i släktet krassulor, och familjen fetbladsväxter. Inga underarter finns listade i Catalogue of Life.